# Rogelio Farías
Rogelio Farías Salvador (né le 13 août 1949 à Santiago au Chili) est un joueur de football international chilien qui évoluait au poste de milieu de terrain.

## Biographie

### Carrière en club
Rogelio Farías joue en faveur de l'Unión Española, du CD O'Higgins, de l'Audax Italiano, et du club espagnol de Cadix.
Il remporte avec l'Unión Española deux titres de champion du Chili.
Il dispute un total de 204 matchs en première division chilienne, inscrivant 70 buts. Il réalise sa meilleure performance en 1970 et en 1972, où il inscrit 15 buts.
Avec le club de Cadix, il joue 41 matchs en deuxième division espagnole, inscrivant 7 buts.

### Carrière en sélection
Il joue 13 matchs et inscrit 2 buts en équipe du Chili entre 1972 et 1977.
Il figure dans le groupe des sélectionnés lors de la Coupe du monde de 1974. Lors du mondial, il joue deux matchs : contre la RDA, puis contre l'Australie.

## Palmarès
Unión Española
- Championnat du Chili (2) :
  - Champion : 1973 et 1977.
  - Vice-champion : 1970, 1972 et 1973.

- Coupe du Chili :
  - Finaliste : 1977.